# (2315) Czechoslovakia
(2315) Czechoslovakia  ist ein Asteroid des Hauptgürtels aus der Eos-Familie, der am 19. Februar 1980 von Zdeňka Vávrová im Kleť-Observatorium entdeckt wurde. Benannt wurde er zu Ehren der Tschechoslowakei, der Heimat der Entdeckerin. Das Land wurde damit für seine Beobachtungen von Asteroiden, Kometen und Meteoriten gewürdigt. 